# Ян Ичэнь
Ян Ичэнь (кит. 杨易辰, 31 марта 1914, Факу, Фэнтянь — 28 июня 1997, Пекин) — китайский государственный и политический деятель.
Генеральный прокурор Верховной народной прокуратуры КНР (1983—1988), секретарь (глава) парткома КПК провинции Хэйлунцзян (1977—1983), глава ревкома (1977—1979) и вице-губернатор Хэйлунцзяна (1956—1967).
Член Центрального комитета Компартии Китая 11 и 12-го созывов.

## Биография
Родился 31 марта 1914 года в уезде Факу, провинция Фэнтянь.
В 1936 году вступил в Коммунистическую партию Китая.
С 1956 по 1967 гг. занимал пост вице-губернатора Народного правительства провинции Хэйлунцзян.
С декабря 1977 по декабрь 1979 гг. — глава революционного комитета провинции Хэйлунцзян (реформирован в Народное правительство провинции в декабре 1979 года).
С декабря 1977 по февраль 1983 гг. работал на высшей региональной позиции секретарём парткома КПК провинции Хэйлунцзян.
С марта 1983 по апрель 1988 гг. — Генеральный прокурор Верховной народной прокуратуры КНР.
С 1988 года входил в Центральную комиссию советников Компартии Китая.
Скончался 28 июня 1997 года в Пекине в возрасте 83 лет.